# (31901) Amitscheer
(31901) Amitscheer est un astéroïde de la ceinture principale.

## Description
(31901) Amitscheer est un astéroïde de la ceinture principale. Il fut découvert le 12 avril 2000 à Socorro (Nouveau-Mexique) par le projet LINEAR. Il présente une orbite caractérisée par un demi-grand axe de 2,30 UA, une excentricité de 0,13 et une inclinaison de 7,3° par rapport à l'écliptique.

## Compléments